# Partido di Bahía Blanca
Il partido di Bahía Blanca è un dipartimento (partido) dell'Argentina facente parte della Provincia di Buenos Aires. Il capoluogo è Bahía Blanca.
Secondo il censimento del 2001 il partido contava una popolazione di 284.776 abitanti, con un aumento del 4,62% rispetto al censimento del 1991.
Il partido comprende le seguenti località principali:
- Bahía Blanca (258.243 ab. nel 2001)[2]
- Ingeniero White (10.486 ab.)
- General Daniel Cerri (6.515 ab.)
- Grünbein (3.194 ab.)
- Cabildo (2.125 ab.)
- Villa Espora (1.604 ab.)
- Villa Bordeau (982 ab.)